# 萨尔乔克乡
萨尔乔克乡，是中华人民共和国新疆维吾尔自治区哈密市巴里坤哈萨克自治县下辖的一个乡镇级行政单位。哈萨克语意為“黄色山峰”。

## 地理
萨尔乔克乡位于巴里坤盆地西南部，东接海子沿乡，南靠天山山脉，西连下涝坝乡，北邻大红柳峡乡。总面积2 080平方千米，乡政府设在苏吉西村。海拔2 500～3 000米。境内有苏吉沟和加合沟山水系，河道长18千米。年引水量约117.85万立方米，有机电井17眼，年提水量61.7万立方米。
气候属于大陆性冷凉干旱气候，夏季凉爽，冬季严寒。多年平均气温2.6℃，1月平均气温零下16.9℃，极端最低气温零下41.4℃；7月平均气温18.9℃，极端最高气温35.0℃。生长期年平均120天，无霜期年平均127天。年平均日照时数3 030.5小时，0℃以上持续期199.3天。年平均降水量230.5毫米，年平均降水日数为113天。

## 歷史
民国时期为镇西县公正乡。1950年为西游牧区，1956年东游牧区与西游牧区合并组成萨尔乔克区。1958年改为萨尔乔克人民公社，文化大革命中更名为东方红公社，1980年恢复萨尔乔克公社，1984年初改公社为区，辖苏吉乡、海子沿乡、下涝坝乡。1987年成立萨尔乔克乡。

## 经济
经济以牧业为主。2010年牲畜饲养量7.21万头只，存栏数4.7万头只。有耕地883.7公顷。以种植小麦、苜蓿为主。播种面积625.1公顷，其中小麦337公顷，产量1489吨；马铃薯13.3公顷，产量400吨；苜蓿262.5公顷，产量429吨；蔬菜10.7公顷，产量380.6千克；野山菌种植面积1.6公顷，总产量9.12吨。303省道贯穿乡境而过。2010年，有双语幼儿园1所，中小学2所。乡级卫生院1个，村卫生室4个。有文化站、广播站各1个。有清真寺3座。

## 人口
1978年有常住人口11 519人，1985年有常住人口3 672人，其中哈萨克族3 413人，其他少数民族9人。2010年，常住人口1 150户4 923人，其中哈萨克族4 564人，其他少数民族155人。

## 行政区划
萨尔乔克乡下辖以下地区：
苏吉东村、苏吉西村和自流井村。